# Théorème de structure des groupes abéliens de type fini
Le théorème de structure des groupes abéliens de type fini fournit une classification très explicite des groupes abéliens de type fini à isomorphisme près.
Entre autres informations, il indique que tout groupe abélien de type fini est un produit direct fini de groupes monogènes et donc qu'un groupe abélien de type fini où tout élément non nul est d'ordre infini est libre.
Il est possible d'y voir une conséquence assez simple d'un théorème de classification des matrices d'entiers à équivalence près. C'est un cas particulier d'un théorème plus général (mais guère plus difficile à prouver) qui classifie à isomorphisme près les modules sur un anneau principal donné.

## Énoncé du théorème
Le théorème est connu sous deux variantes, qu'on peut déduire l'une de l'autre par application du théorème chinois.
Soit (G, +) un groupe abélien de type fini.
- Il existe un entier l ≥ 0 unique et une suite (q1, q2, … , qt) de puissances de nombres premiers, unique à réordonnancement près, pour lesquels on a l'isomorphie :

- Il existe  un entier l ≥ 0 unique et une unique suite (a1, a2, … ,ak) d'entiers > 1 pour lesquels on a l'isomorphie :G ≃ (Z/a1Z) × (Z/a2Z) × … × (Z/akZ) × Zlavec la condition supplémentaire :  aj + 1 divise aj pour tout j entier entre 1 et k – 1.

## Une méthode élémentaire de preuve
Le plan de preuve exposé ci-dessous, issu du traité d'algèbre de Paul Cohn, n'utilise que des concepts de théorie élémentaire des groupes. Les énoncés qui y sont mis en valeur, étapes de la preuve, deviennent des corollaires dans d'autres méthodes d'exposition et sont intéressants en eux-mêmes.

### Éléments de torsion
Soit (G, +) un groupe abélien.
Un élément de G d'ordre fini sera dit un élément de torsion.
Les éléments de torsion forment un sous-groupe. On l'appelle le sous-groupe de torsion.
Lorsque seul le neutre est de torsion, on parle de groupe sans torsion.
Pour chaque nombre premier p, l'ensemble des éléments de torsion dont l'ordre est une puissance de p est un sous-groupe. On l'appelle la  p-composante de torsion de G.

### Structure des groupes abéliens sans torsion de type fini
On rappelle qu'un groupe abélien libre est un groupe abélien qui possède une base, c'est-à-dire une partie B telle que tout élément du groupe s'écrive de façon unique comme combinaison linéaire à coefficients entiers d'un nombre fini d'éléments de B.
De façon évidente, si un groupe (F, +) est abélien libre, il n'a pas de torsion. La réciproque est fausse : Q n'a pas de torsion mais ne peut être libre puisqu'il est divisible.
En revanche, au sein de la classe des groupes de type fini, il y a équivalence :
- Un groupe abélien est de type fini sans torsion si et seulement s'il est abélien libre et possède une base finie.

ou encore, dit autrement :
- Tout groupe abélien de type fini sans torsion est isomorphe à un groupe (Zl, +) pour un entier l positif ou nul.

Comme par ailleurs Zm et Zn ne sont pas isomorphes pour m ≠ n, on a ainsi complètement décrit les groupes abéliens de type fini sans torsion à isomorphisme près.

### Structure des groupes abéliens finis
Le résultat préliminaire suivant se prouve par la même technique que le théorème des restes chinois :
- Tout groupe abélien fini est produit direct de ses p-composantes (p premier).

Il est un peu plus délicat d'élucider ensuite la structure de ces p-composantes, qui se révèlent être des produits directs de groupes cycliques. On obtient in fine le théorème de structure des groupes finis sous la forme suivante :
- Soit G un groupe abélien fini. Il existe une suite (q1, q2, … , qt) de puissances de nombres premiers, unique à réordonnancement près, telle que G soit isomorphe au produit direct des groupes cycliques ayant pour ordres les qi :

Les éléments de cette suite sont appelés diviseurs élémentaires de G.
En regroupant différemment ces facteurs cycliques, on peut en déduire le théorème suivant :
- Soit G un groupe abélien fini. Il existe unique suite (a1, a2, … ,ak) d'entiers > 1 telle que G soit isomorphe au produit direct des groupes cycliques ayant pour ordres les aj :G ≃ (Z/a1Z) × (Z/a2Z) × … × (Z/akZ)avec la condition supplémentaire :  aj + 1 divise aj pour tout j entier entre 1 et k – 1.

Les éléments de cette suite sont appelés facteurs invariants de G.
Cette forme du théorème peut également être montrée directement, sans intervention préalable des p-composantes ; on pourra en lire une preuve dans cet esprit (par récurrence sur l'ordre du groupe) à l'article théorème de Kronecker.

### Synthèse: théorème de structure
Soit maintenant (G, +) un groupe abélien de type fini en toute généralité. On note T son groupe de torsion.
- T est un groupe abélien fini, et il existe un sous-groupe abélien sans torsion F qui permet d'écrire G comme produit direct :

F est alors de type fini (comme quotient de G), et le rapprochement des théorèmes de structure pour les groupes abéliens finis et pour les groupes abéliens sans torsion de type fini fournit ainsi le théorème de structure.

## Une preuve via l'équivalence des matrices d'entiers
Une autre présentation de la preuve consiste à démontrer dans un premier temps un théorème de classification des matrices à coefficients entiers à équivalence de matrices près, puis d'en déduire assez rapidement la classification des groupes abéliens de type fini à isomorphisme près. On en trouvera une exposition à l'article détaillé théorème des facteurs invariants, où elle est exposée dans le contexte plus général des anneaux euclidiens.

## Généralisation: théorème de structure des modules sur les anneaux principaux
Il y a coïncidence entre les structures de groupe abélien et de module sur l'anneau Z des entiers relatifs (voir à ce sujet l'article groupe abélien). La preuve s'avère pouvoir être reproduite quasiment à l'identique pour obtenir un théorème analogue valable sur un anneau principal quelconque. Ce résultat est lui-même applicable à de tout autres questions — notamment la classification à similitude près des matrices à coefficients dans un corps commutatif.